# Gagnepainia
Gagnepainia é um género botânico pertencente à família Zingiberaceae.